# Anne-Marie Höchli
Anne-Marie Höchli (* 8. März 1923 in Baden; † 1. September 2018 ebenda) war eine Schweizer Politikerin (CVP).

## Ausbildung und Beruf
Sie wuchs als Tochter von Paul und Ida Zen Ruffinen-Biland im Badener Quartier Kreuzliberg auf. Von 1939 bis 1943 besuchte Höchli das Lehrerinnenseminar Aarau. In dieser Zeit absolvierte sie einen zweisemestrigen Französischkurs an der Universität Lausanne, arbeitete nach dem Sekundarschulpatent als Stellvertretung an diversen Schulen, bis sie heiratete.

## Gesellschaftliches Engagement
Von 1958 bis 1968 war Höchli Präsidentin des Frauenbunds Baden, 1967 gründete sie die Sektion Aargau des Staatsbürgerlichen Verbands katholischer Schweizerinnen und leitete diesen Verein bis 1970 und engagierte sich dort vor allem für das Frauenstimmrecht. Von 1970 bis 1982 war Höchli Zentralpräsidentin des Schweizerischen Katholischen Frauenbundes und arbeitete in diversen eidgenössischen Kommissionen. Von 1982 bis 1986 war Höchli als erste Frau Mitglied der Aargauer Kirchenpflege. Sie setzte sich in der katholischen Kirche insbesondere für die Frauenordination ein.
Von 1972 bis 1983 war sie Einwohnerrätin in Baden und dort 1981/1982 die erste Parlamentspräsidentin.

## Privates
Sie war mit dem Juristen Josef Höchli verheiratet und Mutter von fünf Kindern.

## Ehrungen
- 1985: Ehrendoktorwürde durch die theologische Fakultät der Universität Freiburg (als erste Frau)[1][6][4][2][3]